# Ruta 13 (Bolivien)
Die Ruta 13 ist eine Nationalstraße im südamerikanischen Andenstaat Bolivien.

## Streckenführung
Die Straße hat eine Länge von 370 Kilometern und durchquert den nördlichen Teil des bolivianischen Tieflandes von Westen nach Osten, von der Grenze zum brasilianischen Bundesstaat Acre bis in die Überschwemmungsebene des Río Beni. Die Straße durchquert auf seiner gesamten Länge die beiden Departamentos Pando und Beni und führt zum größten Teil durch intakten tropischen Regenwald, nur in einem schmalen Streifen neben der Straße wird durch Brandrodung Weideland gewonnen. Die Straße beginnt im Nordwesten als Verlängerung der brasilianischen "Estrada de Pacífico" (BR-317) in Cobija und endet im Osten bei der Ortschaft El Triangulo an der Ruta 8, die dem Río Beni von Yucumo im Süden bis Guayaramerín im Nordosten folgt.
Die ersten 33 Kilometer der Ruta 13 im Nordwesten sind asphaltiert, die restlichen 337 Kilometer von Porvenir bis El Triangulo sind zum Teil noch unbefestigt (Stand 2021). Die Straße kreuzt auf ihrem Weg mehrere große Flüsse. Bis zur Einweihung der Brücken über den Río Beni an der Grenze zwischen den Departamentos Pando und Beni im Oktober 2018 und über den Río Madre de Dios bei El Sena im Oktober 2019 mussten diese mit Fähren überquert werden. Brücken über den Río Orthon bei Puerto Rico und den Río Geneshuaya existierten schon vorher.

## Geschichte
Die Ruta 13 ist mit Dekret 25.134 vom 31. August 1998 zum Bestandteil des bolivianischen Nationalstraßennetzes "Red Vial Fundamental" erklärt worden.

## Streckenabschnitte

### Departamento Pando
- km 000: Cobija
- km 008: Bella Vista
- km 010: Villa Busch
- km 033: Porvenir
- km 061: Santa Lourdes
- km 127: Santa Lucía
- km 154: El Carmen
- km 168: Puerto Rico
- km 205: Batraja
- km 222: Conquista
- km 252: El Sena
- km 285: Naranjal

### Departamento Beni
- km 324: Peña Amarilla
- km 350: Santuario
- km 370: El Triangulo (El Choro)